# Kauko Kouvalainen
Kauko Einari Kouvalainen, född 15 juli 1930 i Idensalmi, död 1 februari 2022 i Åbo, var en finländsk läkare. 
Kovalainen blev medicine och kirurgie doktor 1963 och var professor i pediatrik vid Uleåborgs universitet 1972–1993. Hans omfattande vetenskapliga publikationsverksamhet rör pediatrik, immunologi, farmakologi, etik och medicinhistoria och  har innehaft talrika förtroendeuppdrag inom det medicinska området.